# Karbosjön, Västergötland
Karbosjön är en sjö i Falköpings kommun mellan Brismene och Åsarp i Västergötland och ingår i Göta älvs huvudavrinningsområde. Karbosjön ligger mitt på den 2 kvadratkilometer stora Karbomossen som har aktiv torvbrytning där 3,5 miljoner kubikmeter torv förväntas brytas mellan 2010 och 2040. I slutet av 1800-talet påbörjades brytningen av torv i stor skala, med en 3 kilometer lång linbana mellan Karbomossen och en torvströfabrik vid järnvägen i Kinnarp. På sommaren producerades 23 000 torvbalar som transporterades med linbana till Kinnarp med en hastighet på en bal var 90:e sekund.